# Giovanni Battista Grancino
Giovanni Battista Grancino I (* 1637 in Mailand; † 3. Juni 1709 ebenda) war ein italienischer Geigenbauer der Mailänder Schule. Er galt als der wichtigste Geigenbauer der Familie und als der bedeutendste Geigenbauer Mailands vor den Guadagninis.

## Leben und Werk
Wahrscheinlich waren sein Vater Andrea und sein Großvater Francesco bereits Geigenbauer. Viele der frühen Instrumente der Familie Grancino stammen entweder von Giovanni Battista oder seinem Bruder Francesco, auch wenn es keine gesicherten Belege auf die Geigenfertigung des Bruders Francesco Grancino gibt. Die Grancino-Etiketten tragen das Segno della Corona, das Zeichen der Krone. Sie enthalten zudem die Adresse der Werkstatt an der Contrada Larga in Mailand, wo Giovanni Battista Grancino I fast sein ganzes Leben gewirkt hat.
Ab etwa 1700 zeigen die Grancino-Instrumente zunehmend Amati-Züge. Wahrscheinlich waren für diese Entwicklung wirtschaftliche Gründe ausschlaggebend. Grancini fertigte zahlreiche Celli und Violinen sowie einige Bratschen. Seine Instrumente wiesen alle eine hohe Qualität auf. Sein Sohn Giovanni Battista Grancini II unterstützte das Wirken des Vaters. Er ist vermutlich für die nach 1709 mit dem neuen Giovanni-Etikett hergestellten Instrumente verantwortlich.
Schüler von Giovanni Battista Grancini I waren unter anderem Carlo Giuseppe Testore und Bartolomeo Pasta.